# Claudia Klimt-Weithaler

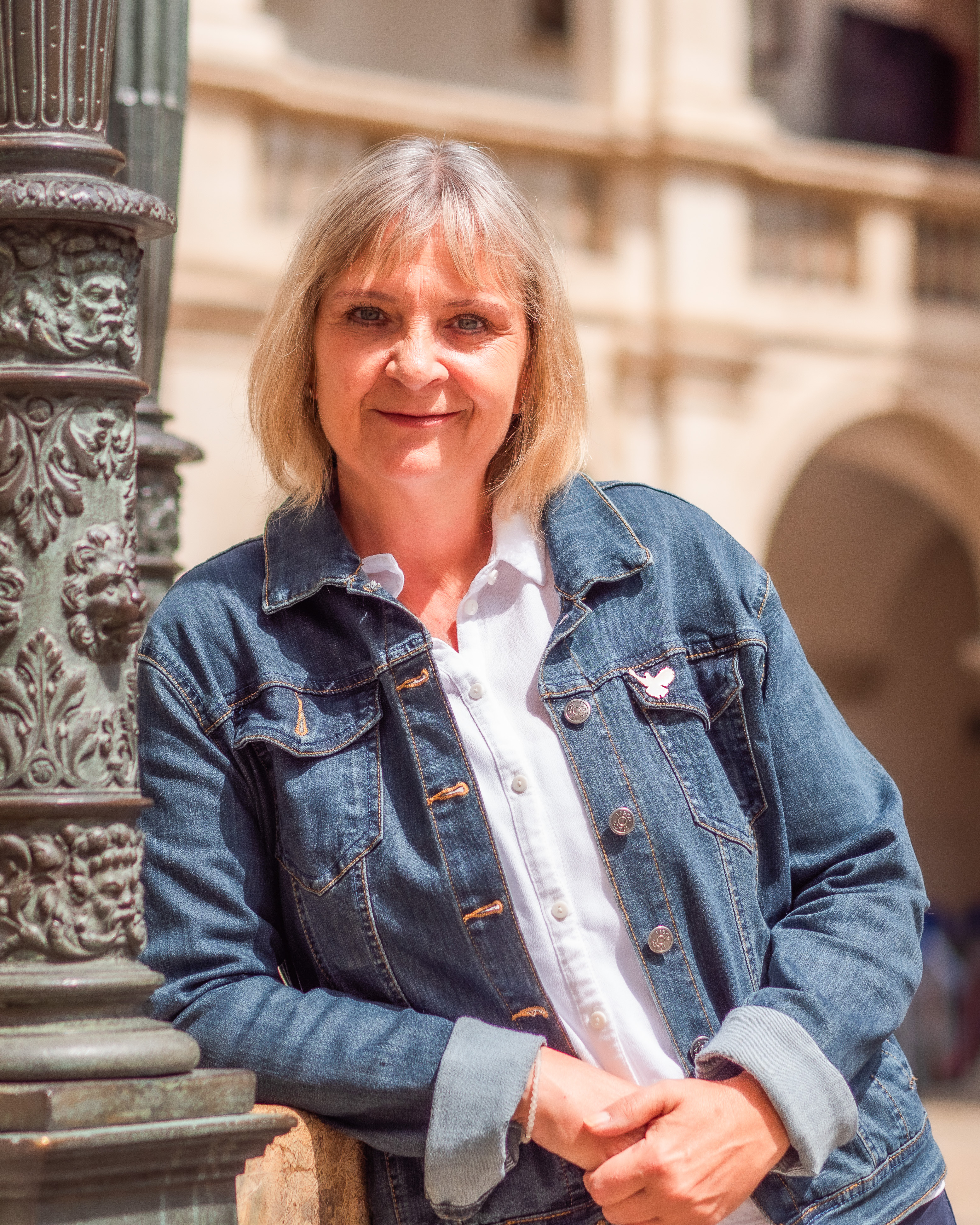
Claudia Klimt-Weithaler, 2023

Claudia Klimt-Weithaler (* 1. Februar 1971 in Fohnsdorf) ist eine österreichische Politikerin (KPÖ). Sie ist seit 2005 Abgeordnete zum Landtag Steiermark und seit 2010 Klubobfrau des KPÖ-Landtagsklubs. 2010 wurde sie gemeinsam mit Werner Murgg und Renate Pacher zur Landessprecherin der KPÖ Steiermark gewählt. Seit 21. Mai 2022 war sie alleinige Landesvorsitzende der KPÖ Steiermark.
Im Oktober 2023 gab Klimt-Weithaler ihren Rückzug als steirische KPÖ-Landesvorsitzende bekannt. Im November 2023 wurde sie vom Landesvorstand zur Spitzenkandidatin für die Landtagswahl 2024 gewählt.

## Ausbildung und Beruf
Claudia Klimt-Weithaler stammt aus einer kommunistischen Familie und kam im obersteirischen Fohnsdorf zur Welt. Sie absolvierte die Ausbildung zur Elementarpädagogin  und arbeitete in der Jugendarbeit und Erwachsenenbildung. Zudem leitete sie bis Februar 2010 die Kinderkrippe des Vereins „Modellino“ in Graz. 

## Politisches Wirken
Claudia Klimt-Weithaler kandidierte bei der steirischen Landtagswahl 2005 auf Platz 3 des KPÖ-Landeswahlvorschlags. Die KPÖ erreichte 6,34 % und zog nach 40-jähriger Abwesenheit wieder in den Landtag Steiermark ein. In der Folge wurde Klimt-Weithaler am 25. Oktober 2005 als eine von vier KPÖ-Abgeordneten im Landtag Steiermark angelobt.
Nach dem angekündigten Ausscheiden des steirischen KPÖ-Chefs Ernest Kaltenegger zum Ende der Legislaturperiode rückte Claudia Klimt-Weithaler in die erste Reihe auf und wurde vom Landesvorstand zur Spitzenkandidatin für die steirische Landtagswahl 2010 gewählt. Seit 1. März 2010 übt sie die Funktion der Klubobfrau ihrer Fraktion aus.
Bei der steirischen Landtagswahl 2010 trat Klimt-Weithaler erstmals als Spitzenkandidatin für die KPÖ an. Bei der Wahl verlor die KPÖ zwei Mandate, konnte die Fraktionsstärke im Landtag mit 4,41 % aber halten. Bei der vorgezogenen Neuwahl des Landtags 2015 verlor die KPÖ mit Spitzenkandidatin Klimt-Weithaler leicht, konnte aber mit 4,22 % beide Mandate verteidigen. Bei der Landtagswahl 2019 trat Klimt-Weithaler zum dritten Mal als Spitzenkandidatin der KPÖ an und erreichte mit 5,99 % das zweitbeste Ergebnis in der Geschichte der KPÖ Steiermark.
Wie alle KPÖ-Abgeordneten verzichtet Claudia Klimt-Weithaler auf mehr als die Hälfte ihres Politikerinnengehalts, das sie einem Sozialfonds zur Verfügung stellt. Über diesen Fonds wurden seit 1998 über 23.000 Steirerinnen und Steirer in Notlagen mit insgesamt mehr als 2,9 Millionen Euro unterstützt. Über die soziale Verwendung der von den steirischen KPÖ-Abgeordneten abgeführten Gelder wird am Ende eines jeden Jahres am „Tag der offenen Konten“ Bericht erstattet und die Bücher offengelegt.

## Privates
Claudia Klimt-Weithaler wohnt in Graz, ist geschieden und Mutter zweier erwachsener Töchter.